# John Barclay Armstrong
John Barclay Armstrong (* 1. Januar 1850 in McMinnville, Tennessee; † 1. Mai 1913 in Armstrong, Kenedy County, Texas) war ein amerikanischer Polizist und Angehöriger der Texas Rangers.

## Biografie
Armstrong verlebte seine ersten Lebensjahre in Missouri und Arkansas. In den frühen 1870er Jahren zog er nach Austin, Texas und wurde wenige Jahre später als Gesetzeshüter Mitglied der Travis Rifles.

## Texas Ranger
Am 20. Mai 1875 trat er den Texas Rangers, als Mitglied der Spezialeinheit von Captain Leander Harvey McNelly, den  Washington-County-Freiwilligen bei. Er wurde bald Sergeant und beteiligte sich unter anderen an der Las-Cuevas-Auseinandersetzung. Er war auch an der Tötung und Gefangennahme von mehreren mutmaßlichen Verbrechern im Bereich von Eagle Pass und Laredo beteiligt. Bei diesem Dienst erwarb er sich bald den Spitznamen McNellys Bulldogge.
Als McNelly aus Krankheitsgründen in den Ruhestand gehen musste, setzte Armstrong seinen Dienst unter Jesse Lee Hall fort, unter dem er zum Second Lieutenant befördert wurde.
Armstrongs bekanntester Erfolg war die Gefangennahme von John Wesley Hardin. Hardin wurde der Ermordung des Deputy Sheriffs von Comanche County, Charles Webb, im Mai 1874 beschuldigt, und die Rangers hefteten sich auf dessen Fersen. Nachdem Hardin im September 1874 in Louisiana gefasst wurde, gelang ihm nach der Überstellung nach Texas die Flucht und er wurde weiterhin gesucht, bis er im August 1877 gesehen wurde. Armstrong, der zu dieser Zeit an einer Schussverletzung litt, erhielt vom Staatsanwalt die Erlaubnis, sich gemeinsam mit dem Ermittler John Duncan, auf die Suche nach Hardin zu machen. Als sie Hardin in Alabama aufspürten, bekamen sie einen Haftbefehl und die hilfreiche Unterstützung der Eisenbahn, denn Hardin versuchte sich nach Pensacola, Florida abzusetzen. Nachdem Armstrong, immer noch verletzt, in Pensacola ankam, gelang es ihm, einen von mehreren Bandenmitgliedern Hardins zu töten, alle anderen in Haft zu nehmen und sie zurück nach Texas zu bringen. Im Jahr 1878 war Bulldogg Armstrong noch an der Tötung des Zugräubers Sam Bass beteiligt.
Im Jahr 1881 verließ er die Texas Rangers und war danach noch kurze Zeit US Marshal. Später im Ruhestand lebte Major Armstrong als Rinderfarmer im Willacy County. Er starb am 1. Mai 1913 in seinem Zuhause in Armstrong und wurde auf dem Oakwood-Friedhof in Austin beigesetzt. 
Er wurde in die „Hall of Fame“ der Texas Ranger aufgenommen.

## Mediale Verarbeitung
Im Film Texas Rangers, welcher die Aufstellung und die Arbeit der Washington-County-Freiwilligen erzählt, wurde John B. Armstrong von Robert Patrick dargestellt.